# Ratpenat de ventoses de Schliemann
El ratpenat de ventoses de Schliemann (Myzopoda schliemanni) és una espècie de ratpenat de la família dels mizopòdids que viu a l'oest de Madagascar. Aquesta espècie només es reconegué com a espècie a part l'any 2007. M. schliemanni s'ha trobat a només a tres localitats al nord-oest, però probablement viu arreu de la part occidental de l'illa, de clima més sec. La seva distribució està probablement relacionada amb Ravenala madagascariensis, car es troba gairebé sempre a prop d'aquesta planta.
Igual que M. aurita, M. schliemanni té orelles en forma d'embut que comencen a prop de les comissures labials i ventoses grosses a les mans i els peus. M. schliemanni és més petit que M. aurita i se'n diferencia en diverses característiques del pelatge. La forma del crani també és diferent. El pelatge és més llarg i bast i té un altre color. La part superior del cos és de color marró-groc i la part inferior de color gris clar. La llargada total és d'entre 92 i 107 mm, la llargada de la cua d'entre 44 i 47 mm, la llargada dels peus posteriors d'entre 5 i 6 mm, la llargada de l'orella d'entre 30 i 32 mm, la llargada de l'avantbraç d'entre 45 i 49 mm i el pes d'entre 7,8 i 10,3 grams.
Fou anomenat en honor del zoòleg i biòleg alemany Harald Schliemann.